# Kristien Coenen
Kristien Coenen (Hasselt, 26 oktober 1968) is een Belgische actrice en vocalist.
Als actrice heeft ze in de televisieserie Wittekerke gespeeld, van 1993 tot 1995, als Astrid Deleu-Méganck. Daarnaast speelde ze in diverse musicals, zo was ze te zien in "Je Anne" als Margot. In "Hollywood By Night" had zij een soliste-rol. In 1996 was ze te zien in  Sacco & Vanzetti als Mary Splaine. In hetzelfde jaar speelde ze ook in Vlaamse versie van "Cats". Ze speelde daarin eerst de rol van Antimakkassa, en later Grizabella.
In het najaar van dat jaar ontwikkelde ze op vraag van Jeugd en muziek het programma “The Sound Of Musical", een muscial over de musicals. Deze musical wordt sindsdien elk jaar zo'n zestig maal gespeeld.
Andere musicals waar ze in speelde waren onder meer "The King And 1", "Company", "Jubilee 15" (als solist), "De Prehistorie van de Musical", “Doornroosje” en "Grenzeloos, en toch..." In 2003 speelde ze in een aflevering van televisieserie Spoed.
Sinds 2002 geeft zij lessen woord, drama en musical aan de Podiumacademie Lier (voorheen Stedelijke Academie voor Muziek, Woord en Dans).
In de loop der jaren verdiepte zij zich in stemgebruik en zangtechnieken, sindsdien geeft zij dan ook zanglessen.